# Centre hospitalier régional de San-Pédro
Le Centre hospitalier régional de San Pédro, inauguré le 6 avril 2022, est un centre hospitalier régional ivoirien situé dans la ville de San-Pédro dans la région de San Pedro. Il s'étend sur 8,1 hectares et sa construction débute en 2019.

## Historique
Le centre hospitalier régional de San-Pédro est situé dans la région de San-Pédro au sud-ouest de la Côte d'Ivoire, précisément dans le district du Bas-Sassandra. L'infrastructure hospitalière est construite sur une superficie de 8,1 hectares et est localisé en face de l'université de San-Pédro,.
Sa construction débute en 2019 et s'achève en 2022. Le maitre d'ouvrage est le ministère de la santé et de l’hygiène publique et le maitre d'œuvre est Vamed, une entreprise autrichienne. Le Centre hospitalier régional de San-Pédro est inauguré le 6 avril 2022 par Patrick Achi. Ce centre hospitalier régional devient alors, l'établissement de santé le plus important de la région.
Le coût total de l'hôpital est de 29,1 milliards de francs CFA, dont 10,5 milliards alloués aux équipements médicaux. C'est un projet qui s'inscrit dans un programme de construction d'établissement hospitalier dont le budget global est de 850 milliards de francs CFA.
Le 15 mars 2024, un système de production d'oxygène est inauguré au centre hospitalier de San Pedro, dans le cadre du projet système d’oxygène liquide (projet Lox) en présence de Pierre Dimba, ministre de la santé, et de l’ambassadeur des États-Unis en Côte d’Ivoire, Jessica Davis Ba. L'acquisition du système de production d'oxygène est financé par le gouvernement américain.

## Description
Le Centre hospitalier régional est une infrastructure dotée de technologies de pointe, avec une capacité d'accueil de 110 lits d'hospitalisation. Il est répartis en 16 blocs intégrant 15 services essentiels.
Parmi les principaux services, on retrouve des services tels que l'imagerie médicale, l'urgence médicale, la chirurgie, l'ophtalmologie, la médecine générale, la gynécologie obstétrique, la pédiatrie et la réanimation néonatale et la radiologie. En plus de ces services, le centre hospitalier de San-Pédro est équipé d'une pharmacie, de quatre blocs opératoires, de deux laboratoires équipés pour des analyses médicales de haute précision, d'un cabinet dentaire et d'un scanneur pour des diagnostics avancés.
De plus, l'hôpital dispose de deux groupes électrogènes de 200 Kw chacun, d'un forage d'eau, de réservoirs d'eau alimentaire et d'incendie, ainsi que d'un château d'eau. Deux unités de production d'oxygène sont également présentes, offrant une autonomie face à la difficulté de livraison de bouteilles pour traiter les maladies respiratoires ou pendant les périodes de pandémie,.